# The Vamp (film)
The Vamp er en amerikansk stumfilm fra 1918 af Jerome Storm.

## Medvirkende
- Enid Bennett - Nancy Lyons
- Douglas MacLean - Robert Walsham
- Charles K. French - James Walsham
- Robert McKim - Phil Weil
- Melbourne MacDowell - Fleming
- J. P. Lockney - Manus Mulligan